# 최정문
최정문(1992년 7월 15일 ~ )은 대한민국의 가수, 방송인이다. 프로젝트 그룹 티너스의 멤버로 활동할 당시 문(Moon)이라는 예명을 사용했었다.

## 학력
- 서울문래초등학교 졸업
- 영등포중학교 졸업
- 명덕여자고등학교 졸업
- 서울대학교 공과대학 산업공학과 학사

## 출연

### 방송
- tvN 더 지니어스: 게임의 법칙
- tvN SNL 코리아 (특별 출연)
- tvN 더 지니어스: 룰 브레이커 (9회)
- MBC 섹션TV 연예통신 - 패널
- 온게임넷 켠김에 왕까지
- KBS2 도서관이 살아있다
- 온게임넷 게임플러스
- tvN 더 지니어스: 그랜드 파이널
- YTN 사이언스 과학예능 도전하쇼

## 음반
- 티너스(TINUS) - 《Honey》